# Niccolaio Luti
Niccolaio Luti detto Ignudo (Prata, 5 giugno 1692 – ...) è stato un fantino italiano, tre volte vincitore del Palio di Siena.
I dati biografici di Ignudo sono ricavati da un documento conservato presso l'Archivio della Tartuca, che riporta nome e cognome del fantino vittorioso, identificato appunto dagli storici del Palio come Ignudo. Vanta tre vittorie: quelle del 1708 e del 1710 sono di recente attribuzione; fino al 2011 si riteneva infatti che a vincere fosse stato Giovan Battista Pistoi detto Cappellaro.

## Presenze al Palio di Siena
Le vittorie sono evidenziate ed indicate in neretto.
| Palio         | Contrada   | Cavallo                     | Note |
| ------------- | ---------- | --------------------------- | ---- |
| 2 luglio 1708 | Chiocciola | Grigio della Posta di Siena |      |
| 2 luglio 1709 | Bruco      | Calabrese                   |      |
| 2 luglio 1710 | Chiocciola | Castrone                    |      |
| 2 luglio 1712 | Torre      | ?                           |      |
| 2 luglio 1714 | Tartuca    | Pizzirullo                  |      |
| 2 luglio 1716 | Chiocciola | Rovanello                   |      |